# Čukle
Čukle su naseljeno mjesto u općini Travnik, Federacija Bosne i Hercegovine, BiH.

## Zemljopis
Nalazi se sjeveroistočno od Travnika. Kroz mjesto protječe Rogačićka rijeka, pritok Bile.
Čukle su središte istoimene mjesne zajednice koju čine zaseoci: Donje i Gornje Čukle, Novo Selo i dio Ovnaka.
Do općinskog središta Travnika dolazi se smjerom Čukle – Han Bila – Stara Bila – Travnik.

## Stanovništvo

### Popisi 1971. – 1991.
| Čukle              |               |               |               |
| godina popisa      | 1991.         | 1981.         | 1971.         |
| Hrvati             | 934 (69,28 %) | 970 (75,07 %) | 938 (74,50 %) |
| Muslimani          | 375 (27,81 %) | 287 (22,21 %) | 277 (22,00 %) |
| Srbi               | 18 (1,33 %)   | 29 (2,24 %)   | 42 (3,33 %)   |
| Jugoslaveni        | 8 (0,59 %)    | 6 (0,46 %)    | 0             |
| ostali i nepoznato | 13 (0,96 %)   | 0             | 2 (0,15 %)    |
| ukupno             | 1348          | 1292          | 1259          |

### Popis 2013.
| Čukle              |               |
| godina popisa      | 2013.         |
| Bošnjaci           | 404 (77,10 %) |
| Hrvati             | 106 (20,23 %) |
| Srbi               | 0             |
| ostali i nepoznato | 14 (2,67 %)   |
| ukupno             | 524           |